# Мистрал (ракета)
Мистрал је инфрацрвено навођена ракета земља-ваздух коју производи европска мултинационална компанија MBDA missile systems (раније 
Matra BAe Dynamics ). МБДА ракетни системи обухватају Француску, Немачку, Италију и Уједињено Краљевство, а седиште им је у Паризу. Производња прве варијанте je почела 1988. године, а улазак у службу годину дана касније. Занимљиво је поменути да је Мистрал добио име по истоименом северозападном ветру у Прованси у Француској .
Мистрал је ушао у серијску производњу 1989. године и сада га користи 28 земаља широм света.

## Опис
Основни начин употребе Мистрала је преко рамена војника који гађа мету и на крају испаљује пројектил. Постоје и преносиви делови који омогућавају да се Мистрал монтира и испаљује са оклопних возила, бродова и хеликоптера. Примери хеликоптера који користе ову функцију су:
- SA 342 Газела ,
- Eurocopter Tiger и
- Denel AH-2 Rooivalk

Мистрал је прилагођен и за коришћење на бродовима и пројектован је са два лансера и зове се - Синбад . Новији модел са четири лансера назива се Тетрал. 
- Противваздушни ракетни систем Симбад
- Противваздушни ракетни систем Садрал

## Учинак
У званичном тесту који је укључивао преко 2.000 пројектила, Мистрал је у више од 95% случајева успешно погодио мету.

## Корисници
- Аустрија
- Боцвана
- Бразил
- Брунеји
- Чиле
- Кипар
- Колумбија
- Еквадор
- Естонија
- Француска
- Грузија
- Мађарска
- Индонезија
- Индија
- Кенија
- Либан
- Мароко
- Норвешка
- Оман
- Пакистан
- Филипини
- Руанда
- Србија
- Сингапур
- Јужна Кореја
- Шпанија
- Тајланд
- Венецуела

## Употреба у Србији
Србија је набавила укупно 18 лансера Мистрала-3, а најављена су и додатне набавке. Лансери ракета су интегрисани у домаћи ПВО систем ПАСАРС-16.